# Pyrausta venalalis
Pyrausta venalalis là một loài bướm đêm trong họ Crambidae.